# Fritz
Fritz je priimek v Sloveniji, ki ga je po podatkih Statističnega urada Republike Slovenije na dan 1. januarja 2010 uporabljalo 47 oseb in je med vsemi priimki po pogostosti uporabe uvrščen na 7.846. mesto.

## Znani slovenski nosilci priimka
- Ervin Fritz (*1940), pesnik, dramatik in prevajalec
- Marinka Fritz Kunc (*1942), pisateljica, učiteljica in novinarka

## Znani tuji nosilci priimka
- Clemens Fritz (*1980), nemški nogometaš
- Henning Fritz (*1974), nemški rokometni vratar
- Ignjat Franjo Ftitz (1778—1841), hrvaški kirurg
- Karin Fritz (*1957), avstrijska političarka (Zeleni)
- Karin Fritz, nemška scenografka (tudi v Sloveniji)
- Marianne Fritz (1948—2007), avstrijska pisateljica
- Samuel Fritz (1654—1725), češki kartograf